# Tour de France 2005/19. Etappe
Die 19. Etappe der Tour de France 2005 war 153,5 Kilometer lang und führte von Issoire nach Le Puy-en-Velay durch den südöstlichen Teil des Zentralmassivs. 30 Kilometer nach dem Start setzten sich Giuseppe Guerini, Óscar Pereiro und Sandy Casar vom Feld ab. Zehn Kilometer später schloss Franco Pellizotti zu ihnen auf.
Hinter der Spitzengruppe bildete sich eine Verfolgergruppe mit zehn Fahrern. Der Rückstand des Feldes betrug zeitweise 8:45 Minuten und sank danach kontinuierlich. Das Feld wollte nicht zu viel Zeit auf Pereiro verlieren, der zu diesem Zeitpunkt 13. des Gesamtklassements war. In der Verfolgergruppe versuchte Salvatore Commesso fast ein Dutzend Mal, eine Attacke zu lancieren, wurde aber stets wieder eingeholt.
In der Spitzengruppe leistete Pereiro am meisten Führungsarbeit. Doch auf dem letzten Kilometer konnte er der Attacke von Guerini nichts entgegensetzen. Guerini ließ seine Begleiter stehen und errang den 250. italienischen Etappensieg bei der Tour de France. Die Verfolgergruppe hatte sich auf den letzten Kilometern aufgelöst, die Fahrer trafen nach zweieinhalb bis vier Minuten im Ziel ein.
Das Feld kam nach 4:30 Minuten ins Ziel, dabei setzte sich Robbie McEwen im Sprint gegen Thor Hushovd durch und verringerte seinen Rückstand im Punkteklassement. Michael Rasmussen stand zu diesem Zeitpunkt bereits als Sieger der Bergwertung fest.

## Zwischensprints
1. Zwischensprint in Ambert (55,5 km)
| Erster  | Óscar Pereiro, 6 P. und 6 s     |
| Zweiter | Franco Pellizotti, 4 P. und 4 s |
| Dritter | Giuseppe Guerini, 2 P. und 2 s  |

2. Zwischensprint in Bellevue-La Montagne (123,5 km)
| Erster  | Óscar Pereiro, 6 P. und 6 s     |
| Zweiter | Giuseppe Guerini, 4 P. und 4 s  |
| Dritter | Franco Pellizotti, 2 P. und 2 s |

## Bergwertungen
Côte des Gerbaudias Kategorie 4 (23 km)
| Erster  | Christophe Moreau, 3 P. |
| Zweiter | Ronny Scholz, 2 P.      |
| Dritter | Bradley McGee, 2 P.     |

Côte de Saint-Eloy-la-Glacière Kategorie 3 (38,5 km)
| Erster  | Óscar Pereiro, 4 P.     |
| Zweiter | Giuseppe Guerini, 3 P.  |
| Dritter | Sandy Casar, 2 P.       |
| Vierter | Franco Pellizotti, 1 P. |

Col des Pradeaux Kategorie 2 (68 km)
| Erster   | Óscar Pereiro, 10 P.    |
| Zweiter  | Franco Pellizotti, 9 P. |
| Dritter  | Giuseppe Guerini, 8 P.  |
| Vierter  | Sandy Casar, 7 P.       |
| Fünfter  | Pieter Weening, 6 P.    |
| Sechster | Bert Grabsch, 5 P.      |

Côte des Terrasses Kategorie 4 (96 km)
| Erster  | Óscar Pereiro, 3 P.     |
| Zweiter | Giuseppe Guerini, 2 P.  |
| Dritter | Franco Pellizotti, 1 P. |

Côte de Malaveille Kategorie 4 (107,5 km)
| Erster  | Óscar Pereiro, 3 P.    |
| Zweiter | Sandy Casar, 2 P.      |
| Dritter | Giuseppe Guerini, 1 P. |